# Lady Randolph Churchill
Lady Randolph Churchill (9 ianuarie 1854 – 9 iunie 1921), născută Jennie Jerome, a fost soția Lordului Randolph Churchill și mama prim-ministrului britanic Winston Churchill.

## Biografie
Jeanette "Jennie" Jerome s-a născut la Cobble Hill, Brooklyn în 1854. A fost a doua fiică din cele trei ale milionarului american Leonard Jerome și a soției lui Clara.) A crescut în Brooklyn și New York City. A avut două surori, Clarita și Leonie. S-a zvonit că Leonard Jerome a fost tatăl cântăreței de operă Minnie Hauk.

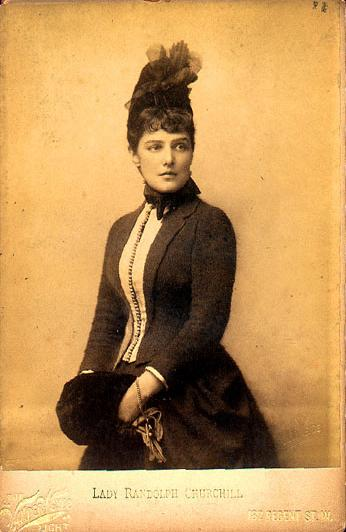
Jennie Churchill în anii 1880.

A fost considerată una dintre cele mai frumoase femei din vremea ei; s-a căsătorit pentru prima dată în 1874 la Ambasada britanică de la Paris cu Lordul Randolph Churchill, al treilea fiu al lui John Winston Spencer-Churchill, al 7-lea Duce de Marlborough. Prin căsătorie a devenit cunoscută ca Lady Randolph Churchill.
Cuplul a avut doi copii: Winston (1874–1965) născut la mai puțin de opt luni după căsătorie și John (1880–1947). Lady Randolph a avut numeroși iubiți în timpul căsătoriei inclusiv pe Contele Karel Kinsky, Prințul de Wales (viitorul rege Eduard al VII-lea al Regatului Unit) și Herbert von Bismarck.
Așa cum era obiceiul timpului, Lady Randolph a jucat un rol limitat în educația fiilor ei, bazându-se în mare măsură pe bone, în special pe Elizabeth Everest. Winston i-a scris numeroase scrisori mamei sale în timpul când era elev și o ruga să-l viziteze, lucru pe care ea l-a făcut rar. După ce a devenit adult, au devenit buni prieteni și aliați puternici, până la punctul în care Winston a privit-o aproape ca un mentor politic, mai mult ca o sora mai mare decât ca o mamă. Ea a fost respectată și influentă în cele mai înalte cercuri sociale și politice britanice. S-a spus despre ea că a fost inteligentă, spirituală, și veselă. În special reginei Alexandra îi plăcea compania ei, în ciuda faptului că Jennie a avut o relație cu soțul ei, regele Eduard al VII-lea, fapt bine cunoscut de Alexandra.
Prin contactele familiei ei și relațiile romantice extraconjugale, Jennie a ajutat foarte mult la începutul carierei Lordului Randolph, precum și cea a fiului ei Winston.
Lord Randolph a murit în 1895, la vârsta de 45 de ani. La 28 iulie 1900, Jennie s-a recăsătorit cu George Cornwallis-West (1874–1951), un căpitan care era de-o seamă cu fiul ei cel mare, Winston. S-a separat de cel de-al doilea soț în 1912, și au divorțat în aprilie 1914, după care Cornwallis-West s-a căsătorit cu actrița Patrick Campbell.
La 1 iunie 1918, Jennie s-a căsătorit pentru a treia oară cu Montagu Phippen Porch (1877–1964), membru al Serviciului Civil britanic în Nigeria, care era cu trei ani mai tânăr decât Winston. La sfârșitul Primului Război Mondial, Porch a demisionat și după decesul lui Jennie s-a întors în Africa de Vest.
În mai 1921, în timp ce Montagu Porch era în Africa, Jennie a alunecat în timp ce cobora scările în casa unor prieteni, purtând noii ei pantofi cu toc înalt și și-a rupt glezna. La 10 iunie, în urma cangrenei care s-a instalat, i s-a amputat piciorul deasupra genunchiului. A murit în casa ei din Londra, la 29 iunie, în urma unei hemoragii de la o arteră de la coapsă. Avea 67 de ani.
A fost înmormântată lângă primul ei soț.